# Angélica Such Ronda
Angélica Gemma Such Ronda (Benidorm, 1964) és una advocada i política valenciana. Ha estat consellera de Turisme (2007-2009) i de Benestar Social (2009-2011) als Consells de la Generalitat Valenciana presidits per Francisco Camps.

## Biografia
Filla del primer alcalde de l'etapa democràtica a Benidorm José Such Ortega, és llicenciada en Dret per la Universitat de València, amb l'especialització de dret privat, ha format part de la secció d'advocats especialistes en dret de família al Col·legi d'Advocats d'Alacant, en exercici des de 1987. A més forma part del Tribunal de la Rota, un tribunal eclesiàstic d'apel·lació a la Santa Seu.
L'any 2000 és contractada com a assessora jurídica de la Regidoria de la Dona de l'Ajuntament de Benidorm fins a l'any 2007, quan s'integra a les llistes municipals del Partit Popular (PP) per a les eleccions d'aquell any, en que resulta elegida regidora. Aquell mateix any el president de la Generalitat Valenciana Francisco Camps, pocs mesos abans de les eleccions autonòmiques, la nomena Directora general de Relacions amb les Corts.

### Consellera de la Generalitat Valenciana
El juliol de 2007, dos mesos després d'incorporar-se al Consell, Such passa a ser consellera de Turisme en substitució de Milagrosa Martínez. El seu mandat va estar marcat per la investigació de diversos delictes de prevaricació administrativa en l'anomenat cas Gürtel en la seua branca valenciana. La fiscalia va sol·licitar 10 anys d'inhabilitació administrativa per a Such que finalment va ser absolta l'any 2017, ben al contrari de la seua predecessora en el càrrec que va ser condemnada a 9 anys de presó.
L'any 2009, pocs mesos després de l'esclat mediàtic del cas, el president Camps executa una remodelació del Consell i Angélica Such abandona turisme per ser nomenada consellera de Benestar Social en substitució de Juan Cotino. Durant aquest període va ser acusada de facilitar l'adjudicació del 40% de les places en residències per a persones dependents (responsabilitat del seu departament) a empreses de la família de l'anterior conseller. Such ho va negar tot.

### Cas Gürtel
Amb el tancament de la VII Legislatura (2007-2011) Camps no renova a la consellera Such però accedeix a les Corts Valencianes pel PP a les eleccions de 2011 per la circumscripció d'Alacant. És nomenada Secretària primera de la Mesa de les Corts. L'abril de 2012 és imputada i citada a declarar en la causa del cas Gürtel, que investiga les irregularitats en les contractacions a Fira València i FITUR que serviren per a finançar irregularment al PP.
El 2014 Alberto Fabra, l'aleshores president de la Generalitat i del PP valencià, demana públicament la dimissió d'aquells càrrecs amb investigacions per corrupció. Angélica Such presenta la seua dimissió com a diputada a les Corts dos anys després d'haver-ho fet també com a Secretària de la Mesa de les Corts.
Un any més tard, el maig de 2015, s'inicia el judici del cas i dos anys després és absolta. Milagrosa Martínez i altres caps de la trama varen ser condemnats.

### Retorn a la política
Retirada de la vida política després del procés judicial, Angélica Such retorna de la mà del líder provincial del PP a Alacant Carlos Mazón que la integra en la seua executiva com a responsable de l'àrea de la Dona i Família el desembre de 2020.
El 2024, ja amb Carlos Mazón com a president de la Generalitat, és nomenada Directora General de Família, Infància i Adolescència dins l'organigrama de la Conselleria de Serveis Socials, Igualtat i Habitatge que dirigeix la consellera Susana Camarero.